# Klubowe Mistrzostwa Krajów Nordyckich w piłce siatkowej mężczyzn (2010/2011)
Klubowe Mistrzostwa Krajów Nordyckich w piłce siatkowej mężczyzn 2010/2011 - 4. sezon rozgrywek o klubowe mistrzostwo krajów nordyckich. Zainaugurowane zostały 5 listopada 2010 roku i trwały do 29 stycznia 2011 roku.

## System rozgrywek
Klubowe Mistrzostwa Krajów Nordyckich składały się z dwóch faz. W fazie grupowej dziewięć zespołów rozstawionych zostało w trzech grupach liczących po trzy drużyny. W grupach zespoły grały systemem każdy z każdym. Zwycięzcy grup oraz najlepsza drużyna, która zajęła drugie miejsce, awansowały do turnieju finałowego.
W turnieju finałowy zespoły rywalizowały systemem kołowym, po jednym meczu. Klubowym mistrzem świata została drużyna, która po rozegraniu wszystkich spotkań miała na swoim koncie największą liczbę punktów.

## Drużyny uczestniczące
| | Klubowe Mistrzostwa Krajów Nordyckich 2010/2011 |   |
| --- | ----------------------------------------------- | - |
| MAR | Marienlyst Odense                               | 1 |
| MID | Middelfart VK                                   | 2 |
| GEN | Gentofte Volley                                 | 5 |
| AAL | Aalborg HIK                                     | 6 |
| FØR | Førde VBK                                       | 7 |
| NYB | Nyborg VBK                                      | 9 |
| OSL | Oslo Volley                                     |   |
| FAL | Falkenbergs VBK                                 | 3 |
| LKÖ | Linköpings VC                                   | 8 |
| Oznaczenia: - kolumna pierwsza – skróty nazw drużyn wpisane na mapie (jeśli ta została zamieszczona), - kolumna trzecia – miejsce zajęte przez daną drużynę w poprzednim sezonie. |                                                 |   |

## Faza grupowa

### Grupa A -Linköping
Tabela
| Lp. | Drużyna         | Pkt | Mecze | Mecze | Mecze | Sety | Sety | Sety  | Małe punkty | Małe punkty | Małe punkty |
| Lp. | Drużyna         | Pkt | M     | W     | P     | wyg. | prz. | ratio | zdob.       | str.        | ratio       |
| --- | --------------- | --- | ----- | ----- | ----- | ---- | ---- | ----- | ----------- | ----------- | ----------- |
| 1   | Linköpings VC   | 4   | 2     | 2     | 0     | 6    | 2    | 3.000 | 190         | 164         | 1.159       |
| 2   | Gentofte Volley | 3   | 2     | 1     | 1     | 4    | 3    | 1.333 | 157         | 155         | 1.013       |
| 3   | Oslo Volley     | 2   | 2     | 0     | 2     | 1    | 6    | 0.167 | 144         | 172         | 0.837       |

Źródło: 
Zasady ustalania kolejności: 1. liczba zdobytych punktów; 2. wyższy stosunek setów; 3. wyższy stosunek małych punktów.
Punktacja: zwycięstwo – 2 pkt; porażka – 1 pkt
Wyniki spotkań
| 05.11.2010 | Linköpings VC | 3:1 (25:20, 25:17, 22:25, 25:20) | Oslo Volley |

| 06.11.2010 | Oslo Volley | 0:3 (22:25, 19:25, 21:25) | Gentofte Volley |

| 07.11.2010 | Gentofte Volley | 1:3 (21:25, 18:25, 25:18, 18:25) | Linköpings VC |

### Grupa 2 -Falkenberg
Tabela
| Lp. | Drużyna         | Pkt | Mecze | Mecze | Mecze | Sety | Sety | Sety  | Małe punkty | Małe punkty | Małe punkty |
| Lp. | Drużyna         | Pkt | M     | W     | P     | wyg. | prz. | ratio | zdob.       | str.        | ratio       |
| --- | --------------- | --- | ----- | ----- | ----- | ---- | ---- | ----- | ----------- | ----------- | ----------- |
| 1   | Middelfart VK   | 4   | 2     | 2     | 0     | 6    | 3    | 2.000 | 204         | 187         | 1.091       |
| 2   | Nyborg VBK      | 3   | 2     | 1     | 1     | 5    | 4    | 1.250 | 199         | 189         | 1.053       |
| 3   | Falkenbergs VBK | 2   | 2     | 0     | 2     | 2    | 6    | 0.333 | 160         | 187         | 0.856       |

Źródło: 
Zasady ustalania kolejności: 1. liczba zdobytych punktów; 2. wyższy stosunek setów; 3. wyższy stosunek małych punktów.
Punktacja: zwycięstwo – 2 pkt; porażka – 1 pkt
Wyniki spotkań
| 05.11.2010 | Falkenbergs VBK | 1:3 (19:25, 25:17, 18:25, 21:25) | Middelfart VK |

| 06.11.2010 | Middelfart VK | 3:2 (27:29, 20:25, 25:23, 25:16, 15:11) | Nyborg VBK |

| 07.11.2010 | Nyborg VBK | 3:1 (25:22, 20:25, 25:12, 25:18) | Falkenbergs VBK |

### Grupa C -Aalborg
Tabela
| Lp. | Drużyna           | Pkt | Mecze | Mecze | Mecze | Sety | Sety | Sety  | Małe punkty | Małe punkty | Małe punkty |
| Lp. | Drużyna           | Pkt | M     | W     | P     | wyg. | prz. | ratio | zdob.       | str.        | ratio       |
| --- | ----------------- | --- | ----- | ----- | ----- | ---- | ---- | ----- | ----------- | ----------- | ----------- |
| 1   | Marienlyst Odense | 4   | 2     | 2     | 0     | 6    | 3    | 2.000 | 204         | 169         | 1.207       |
| 2   | Førde VBK         | 3   | 2     | 1     | 1     | 5    | 3    | 1.667 | 163         | 162         | 1.006       |
| 3   | Aalborg HIK       | 2   | 2     | 0     | 2     | 1    | 6    | 0.167 | 135         | 171         | 0.789       |

Źródło: 
Zasady ustalania kolejności: 1. liczba zdobytych punktów; 2. wyższy stosunek setów; 3. wyższy stosunek małych punktów.
Punktacja: zwycięstwo – 2 pkt; porażka – 1 pkt
Wyniki spotkań
| 05.11.2010 | Aalborg HIK | 1:3 (25:21, 19:25, 23:25, 14:25) | Marienlyst Odense |

| 06.11.2010 | Marienlyst Odense | 3:2 (18:25, 25:27, 25:10, 25:14, 15:12) | Førde VBK |

| 07.11.2010 | Førde VBK | 3:0 (25:20, 25:15, 25:19) | Aalborg HIK |

## Turniej finałowy

### Tabela
| Lp. | Drużyna           | Pkt | Mecze | Mecze | Mecze | Sety | Sety | Sety  | Małe punkty | Małe punkty | Małe punkty |
| Lp. | Drużyna           | Pkt | M     | W     | P     | wyg. | prz. | ratio | zdob.       | str.        | ratio       |
| --- | ----------------- | --- | ----- | ----- | ----- | ---- | ---- | ----- | ----------- | ----------- | ----------- |
| 1   | Førde VBK         | 6   | 3     | 3     | 0     | 9    | 4    | 2.250 | 298         | 279         | 1.068       |
| 2   | Middelfart VK     | 5   | 3     | 2     | 1     | 6    | 6    | 1.000 | 277         | 256         | 1.082       |
| 3   | Marienlyst Odense | 4   | 3     | 1     | 2     | 7    | 7    | 1.000 | 307         | 328         | 0.936       |
| 4   | Linköpings VC     | 3   | 3     | 0     | 3     | 5    | 9    | 0.556 | 292         | 311         | 0.939       |

Źródło: 
Zasady ustalania kolejności: 1. liczba zdobytych punktów; 2. wyższy stosunek setów; 3. wyższy stosunek małych punktów.
Punktacja: zwycięstwo – 2 pkt; porażka – 1 pkt

### Wyniki spotkań
| 27.01.2011 | Førde VBK | 3:2 (25:14, 21:25, 30:28, 17:25, 15:13) | Marienlyst Odense |

| 27.01.2011 | Linköpings VC | 1:3 (19:25, 25:21, 19:25, 16:25) | Middelfart VK |

| 28.01.2011 | Marienlyst Odense | 3:2 (25:23, 19:25, 25:23, 20:25, 15:12) | Linköpings VC |

| 28.01.2011 | Førde VBK | 3:0 (25:19, 27:25, 27:25) | Middelfart VK |

| 29.01.2011 | Linköpings VC | 2:3 (17:25, 21:25, 25:21, 25:21, 17:19) | Førde VBK |

| 29.01.2011 | Marienlyst Odense | 2:3 (27:29, 25:23, 25:20, 14:25, 7:15) | Middelfart VK |

## Zawodnicy meczów turnieju finałowego
| Mecz                              | Zawodnik meczu                      |
| --------------------------------- | ----------------------------------- |
| Førde VBK - Marienlyst Odense     | Geir Eithun (Førde VBK)             |
| Linköpings VC - Middelfart VK     | Chad Grimm (Middelfart VK)          |
| Marienlyst Odense - Linköpings VC | Luke Smith (Linköpings VC)          |
| Førde VBK - Middelfart VK         | Nils Edvin Numme (Førde VBK)        |
| Linköpings VC - Førde VBK         | Martin Larsson (Linköpings VC)      |
| Marienlyst Odense - Middelfart VK | Darko Milisavljević (Middelfart VK) |

## Klasyfikacja końcowa
| Miejsce | Zespół            |
| ------- | ----------------- |
| 1       | Førde VBK         |
| 2       | Middelfart VK     |
| 3       | Marienlyst Odense |
| 4       | Linköpings VC     |
| 5       | Gentofte Volley   |
| 6       | Nyborg VBK        |
| 7       | Falkenbergs VBK   |
| 8       | Oslo Volley       |
| 9       | Aalborg HIK       |